# Міжрайонний шкірно-венерологічний диспансер № 2 Деснянського району
Міжрайонний шкірно-венерологічний диспансер №2 Деснянського району — міжрайонний лікувально-профілактичний заклад Деснянського району міста Києва. 
Диспансер здійснює діагностику та лікування: хронічних хвороб шкіри, грибкових та паразитарних хвороб шкіри, венеричних хвороб та хвороб, які передаються статевим шляхом; профілактичні огляди працівників харчової промисловості, дитячих закладів (оформлення санітарних книжок).